# Albanien i olympiska sommarspelen 2012
Albanien deltog vid de olympiska sommarspelen 2012 i London, Storbritannien, som arrangerades mellan den 27 juli och den 12 augusti 2012. Ingen av landets deltagare erövrade några medaljer.

## Friidrott
Förkortningar
- Notera – Placeringar gäller endast den tävlandes eget heat
- Q = Kvalificerade sig till nästa omgång via placering
- q = Kvalificerade sig på tid eller, i fältgrenarna, på placering utan att ha nått kvalgränsen
- NR = Nationellt rekord
- N/A = Omgången inte möjlig i grenen
- Bye = Idrottaren behövde inte delta i omgången

Herrar
Fältgrenar
| Idrottare      | Gren        | Kval  | Kval      | Final            | Final            |
| Idrottare      | Gren        | Längd | Placering | Längd            | Placering        |
| -------------- | ----------- | ----- | --------- | ---------------- | ---------------- |
| Adriatik Hoxha | Kulstötning | 17,58 | 37        | Gick inte vidare | Gick inte vidare |

Damer
Bana och väg
| Idrottare      | Event | Heat                 | Heat                 | Semifinal            | Semifinal            | Final                | Final                |
| Idrottare      | Event | Resultat             | Placering            | Resultat             | Placering            | Resultat             | Placering            |
| -------------- | ----- | -------------------- | -------------------- | -------------------- | -------------------- | -------------------- | -------------------- |
| Klodiana Shala | 200 m | Drog sig ur (skadad) | Drog sig ur (skadad) | Drog sig ur (skadad) | Drog sig ur (skadad) | Drog sig ur (skadad) | Drog sig ur (skadad) |

## Judo
Damer
| Idrottare         | Gren                   | Sextondelsfinal            | Åttondelsfinal             | Kvartsfinal          | Semifinal            | Återkval             | Bronsmatch           | Final                | Final            |
| Idrottare         | Gren                   | Motståndare Resultat       | Motståndare Resultat       | Motståndare Resultat | Motståndare Resultat | Motståndare Resultat | Motståndare Resultat | Motståndare Resultat | Placering        |
| ----------------- | ---------------------- | -------------------------- | -------------------------- | -------------------- | -------------------- | -------------------- | -------------------- | -------------------- | ---------------- |
| Majlinda Kelmendi | Halv lättvikt (-52 kg) | Sundberg (FIN) W 0020–0001 | Legentil (MRI) L 0101–1001 | Gick inte vidare     | Gick inte vidare     | Gick inte vidare     | Gick inte vidare     | Gick inte vidare     | Gick inte vidare |

## Tyngdlyftning
Albanien hade tre manliga och en kvinnlig tyngdlyftare som kvalificerat sig genom kvotplatser. Den 28 juli meddelade Internationella olympiska kommittén att Hysen Pulaku hade testat positivt för stanozolol som är en förbjuden anabolisk steroid och blev därför borttagen från OS-truppen.
| Idrottare      | Gren            | Ryck     | Ryck      | Stöt     | Stöt      | Totalt | Placering |
| Idrottare      | Gren            | Resultat | Placering | Resultat | Placering | Totalt | Placering |
| -------------- | --------------- | -------- | --------- | -------- | --------- | ------ | --------- |
| Briken Calja   | Herrarnas 69 kg | 143      | 12        | 177      | 7         | 320    | 6         |
| Daniel Godelli | Herrarnas 69 kg | 142      | 0DNF0     | —        | —         | —      | 0DNF0     |
| Endri Karina   | Herrarnas 94 kg | 155      | 15        | 195      | 14        | 350    | 14        |
| Romela Begaj   | Damernas 58 kg  | 101      | 7         | 115      | 12        | 216    | 9         |